# ヴァネッサ・マーシャル
ヴァネッサ・マーシャル（Vanessa Marshall、1969年10月19日 - ）は、アメリカ合衆国の女優・声優。ニューヨーク州ニューヨーク出身。

## 人物

### 声の役割

#### テレビアニメ
- ビリー&マンディ - アーウィン
- スペクタキュラー・スパイダーマン - メリージェーン・ワトソン
- ウィッチ -W.I.T.C.H.- - Captain Miriadel of Meridian
- ウルヴァリン・アンド・ジ・X-メン - バーティゴー
- ジョニー・ブラボー - トラック運転手 / 空港アナウンサー
- スター・ウォーズ 反乱者たち - ヘラ・シンドゥーラ
- ベン10 グウェン10、ティニー、追加の声
- アベンジャーズ 地球最強のヒーロー - ブラック・ウィドウ、マダム・バイパー
- バットマン:ブレイブ&ボールド - ポイズン・アイビー、ヘンチ女性（ノンクレジット） バットウーマン、獲物の歌声の鳥
- スイチュー! フレンズ - マウス
- LEGO スター・ウォーズ/フリーメーカーの冒険 - ヘラ・シンドゥーラ

#### アニメ映画
- Garfield's Pet Force - ヘットビクス

#### ゲーム
- 007 ナイトファイア - カー・コンピュータ
- 007 エブリシング オア ナッシング - 追加の声
- バイオニックコマンドー - エミリー・スペンサー / コンピューターの声
- クラッシュ・バンディクー がっちゃんこワールド - 成人女性
- アルティメットスパイダーマン - 女性の歩行者（ノンクレジット）
- デッドライジング - 追加の声
- アース・アンド・ビヨンド - スターベースのトラフィックコントローラ
- リネージュII - ダークエルフ（女）
- レゴ バットマン THE VIDEO GAME - キャットウーマン、ポイズン・アイビー
- スパイロの伝説：新しい始まり - ニーナ（スパークスのママ）
- エバークエスト2 - ゾンビ / ガード
- ギルドウォーズ - 追加の声
- キングダム ハーツII  - 追加の声
- マーベル VS. カプコン:インフィニット - ガモーラ
- Mass Effect - サフィリア / 追加の役割（ノンクレジット）
- Mass Effect 2 - ネフ、アーレバー
- Mass Effect 3 - 追加の声
- メタルギアソリッド2 - オルガ・ゴルルコビッチ
- ノーモア★ヒーローズ - ナオミ博士
- ノーモア★ヒーローズ2 デスパレート・ストラグル - ナオミ博士
- ニード・フォー・スピード モスト・ウォンテッド - 第二担当
- Painkiller - イブ
- SOCOM II - HQ
- スパイダーマン3 - ジャン・ドウォルフ
- Saints Row - スティルウォーターの住民
- シャドウ オブ ローマ - Ancanas / 追加の声
- トゥルー・クライム：STREETS OF LA - 追加の声
- トゥルー・クライム：NEW YORK CITY - チャンディ / 秘書
- ロリポップチェーンソー - エリザベス・スターリング

### ライブの役割

#### テレビドラマ
- ロー&オーダー - ヴェロニカ
- Scrubs〜恋のお騒がせ病棟 - ベッキー
- ボールド・アンド・ザ・ビューティフル - ディスパッチャ

#### 映画
- ドクター・ドリトル3 - ホワイト編 / タン編